# Olga Šrámková
Olga Šrámková (8. června 1876 Mladá Boleslav – 20. století) byla česká klasická filoložka, historička, pedagožka a feministka. Stala se po promoci roku 1903 jednou z prvních doktorek na Filosofické fakultě Karlo-Ferdinandovy univerzity, jednou z prvních Češek, které dosáhly vysokoškolského vzdělání a první českou klasickou filoložkou.

## Život

### Mládí a studia
Narodila se v Mladé Boleslavi v rodině finančního komisaře. Rodina posléze žila v Karlíně. Po absolvování měšťanské školy začala studovat na nově otevřeném (1890) prvním soukromém dívčím gymnáziu ve střední Evropě Minerva. Maturovala roku 1898.
Následně začala studovat klasickou filologii a filosofii na Filosofické fakultě Karlo-Ferdinandovy univerzity v Praze. Až do roku 1900 docházely dívky na přednášky na hospitační studium (bez statutu řádné posluchačky); v roce 1900 bylo novým zákonem dívkám umožněno skládat zkoušky za celou dosavadní dobu studia. První absolventkou Karlo-Ferdinandovy univerzity se pak roku 1902 stala lékařka Anna Honzáková, spolužačka Šrámkové z Minervy. Roku 1903 pak úspěšně zakončila doktorandské studium obhajobou dizertační práce s názvem K attickým rodům a naukrariím, mj. u profesorů Jana Kvíčaly, Jaroslava Golla, Tomáše Masaryka a Drtiny, a získala titul PhDr. Ovládala němčinu, polštinu, francouzštinu, latinu, starořečtinu a starobulharštinu. Rovněž studijně pobývala na univerzitě v Curychu. Zabývala se také antickou historií.
Následně nastoupila jako učitelka jazyků na gymnázium Minerva, kde strávila několik let (jakožto učitelka tak dle tehdejších zvyklostí zůstala zřejmě svobodná). Žila v Praze.